# ボローニャ上空の栄光の聖母子
『ボローニャ上空の栄光の聖母子』（ボローニャじょうくうのえいこうのせいぼし、伊: Madonna in gloria sulla Città di Bologna、英: Madonna and Child in Glory over the City of Bologna）、または『雲の中の聖母子』（くものなかのせいぼし、英: The Virgin and Child in the Clouds）、または『ボローニャの聖母』（ボローニャのせいぼ、英: Madonna of Bologna）は、イタリア・バロック期のボローニャ派の巨匠アンニーバレ・カラッチが1593年ごろ、キャンバス上に油彩で制作した絵画である。現在、オックスフォードのクライストチャーチ絵画館に所蔵されている。

## 作品

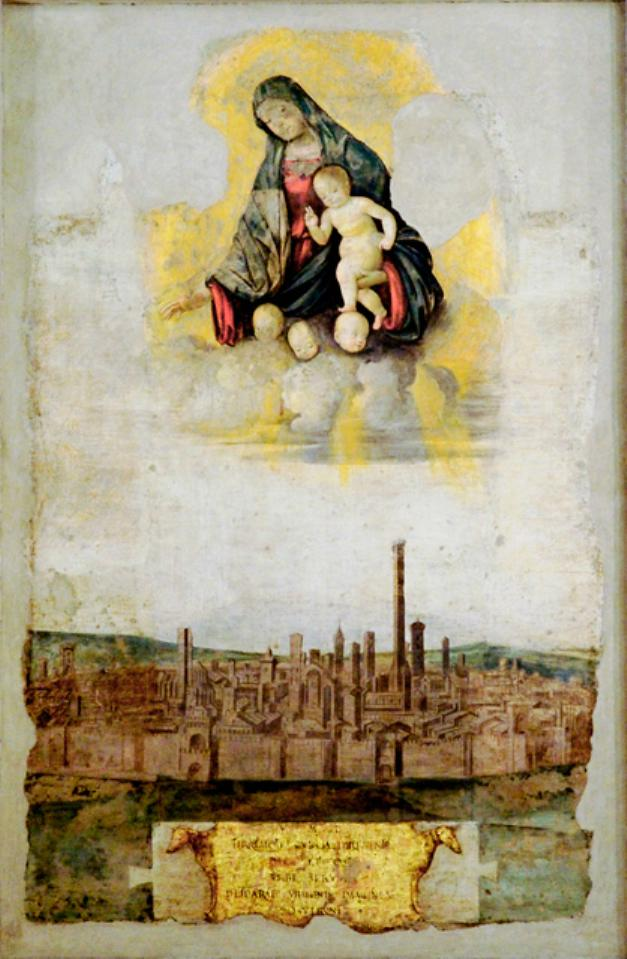
フランチェスコ・フランチャ『地震の聖母』(1505年)、ダックルシーオ宮殿、ボローニャ

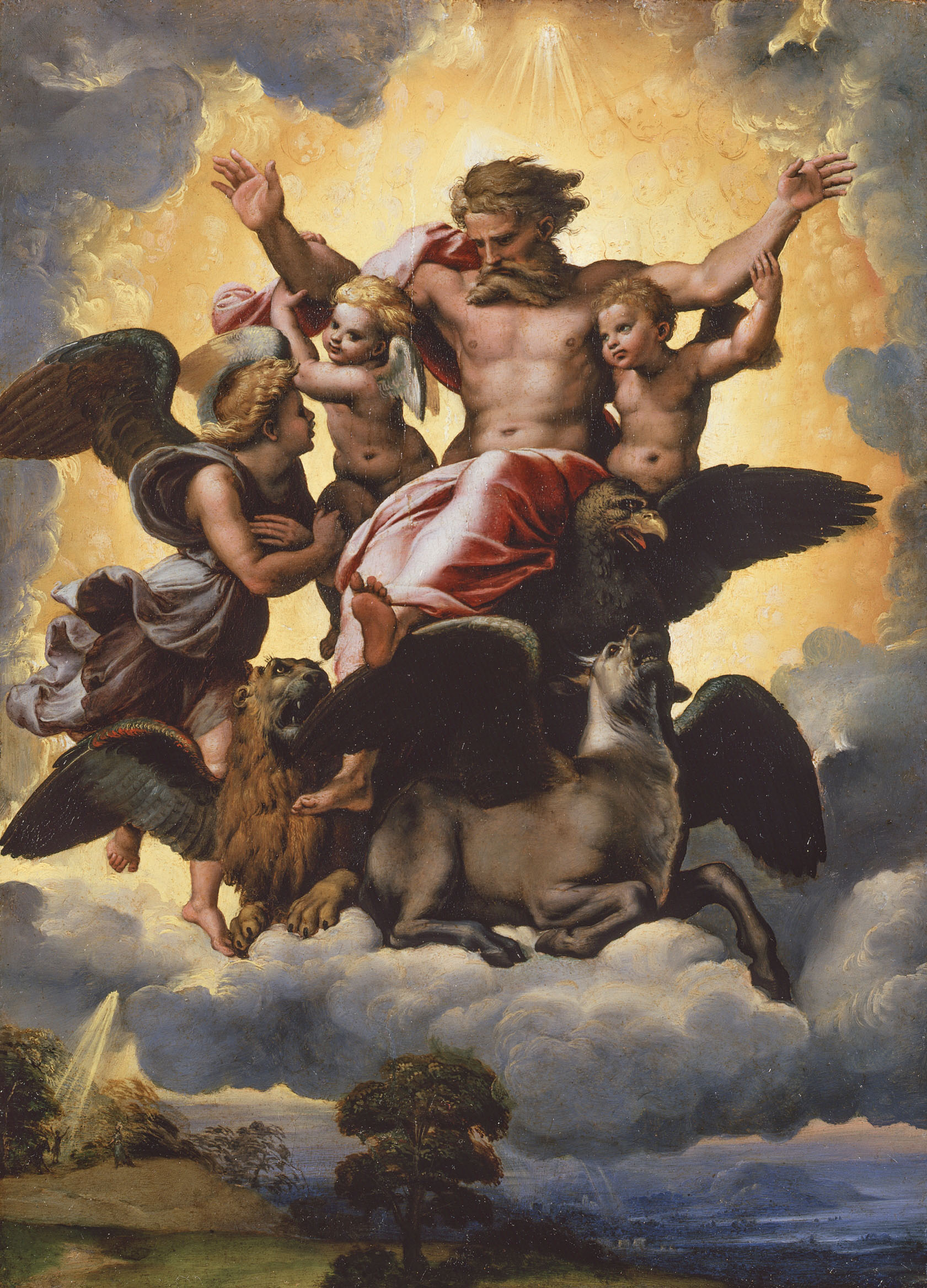
ラファエロ・サンティ『エゼキエルの幻視』(1505年)、パラティーナ美術館、フィレンツェ

本作は、伝記作者ジョヴァンニ・ピエトロ・ベッローリがボローニャのカプラーラ宮殿 (Palazzo Caprara) の個人礼拝堂で見た作品であると一致して同一視されている。ベッローリの1672年の著作『現代の画家、彫刻家、建築家の生涯 (Vite dei Pittori, Scultori ed Architetti Moderni)』では『遠距離から見た、ボローニャ上空の天使とともにいる栄光の聖母[子]』という題名が付けられている。カプラーラ家は政治的に強力かつ活動的であり、何人かの著名な軍人を輩出した。おそらくそのことが本作の明快な市民的象徴性を説明しており、作品はほぼ間違いなくカプラーラ家に委嘱されたものである。制作年は様式的根拠にのみもとづいており、委嘱に関する記録は現存しておらず、作品自体にも日付は記されていない。
この絵画はコレッジョやヴェネツィア派の画家たち、およびアンニーバレ自身の1593年の『聖母子と聖人たち』に影響を受けており、フランチェスコ・フランチャの『地震の聖母』 (ダックルシーオ宮殿、ボローニャ) にも類似している。フランチャの作品は、1505年にボローニャの住民を恐怖に陥れた一連の地震の終焉に対する奉納画として委嘱されたものである。本作の均衡のとれた構図は、フィレンツェや中部イタリアのルネサンス期の画家たちの影響を示唆している。さらに、長い間ボローニャにあった『エゼキエルの幻視』 (パラティーナ美術館、フィレンツェ) などのラファエロの作品の影響も示唆している。事実、『エゼキエルの幻視』の前景のヴィジョンと遠景の風景の眺望はどちらも、本作の中央部分に強い影響を与えたように思われる。
カード上の本作の縮小ヴァージョンがアメリカの美術史家ジョン・T・スパイクにより発見され、2002年に発表された。彼はその縮小版をアンニーバレの真作とし、おそらく本作の委嘱者から最終的な了解を得るためにアンニーバレが描いた最初の習作であったと提唱した。アレッサンドロ・ブロージ (Alessandro Brogi) は縮小版が真作であることを認めなかったが、2009年のサッソフェラート展において縮小版が展示された際、マッシモ・プリーニ (Massimo Pulini) はスパイクの帰属を認めた 。本作の2点の準備素描がウィーンのアルベルティーナにあり、さらに2点の準備素描がイギリスのチャッツワース・ハウスにあるデヴォンシャー・コレクションに所蔵されているが、それら4点はすべて本作とは構図が異なっている。
本作がいつイタリアを離れたのかは知られていないが、17世紀までにはイングランドにあり、ジェームズ・ソーンヒルのコレクションに記録されている。その後、いくつかのコレクションを経て、1765年、ジョン・ガイズ (John Guise) によりクライストチャーチ絵画館に遺贈された。

## ギャラリー

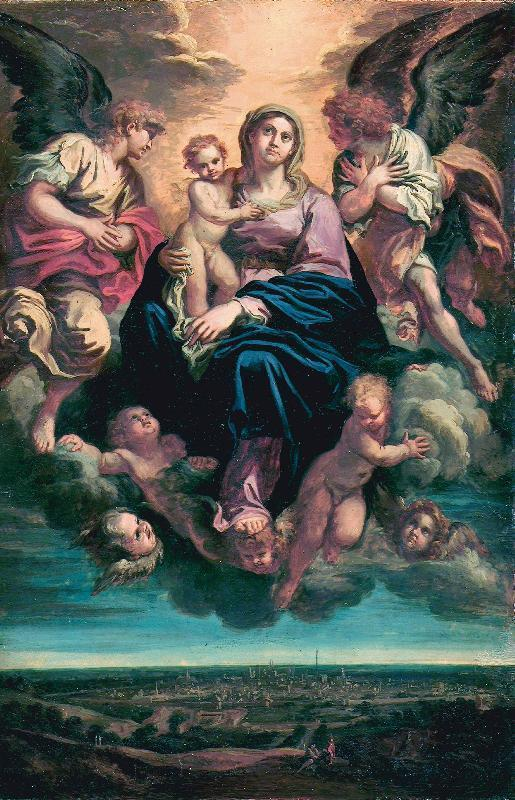
カード上の縮小版
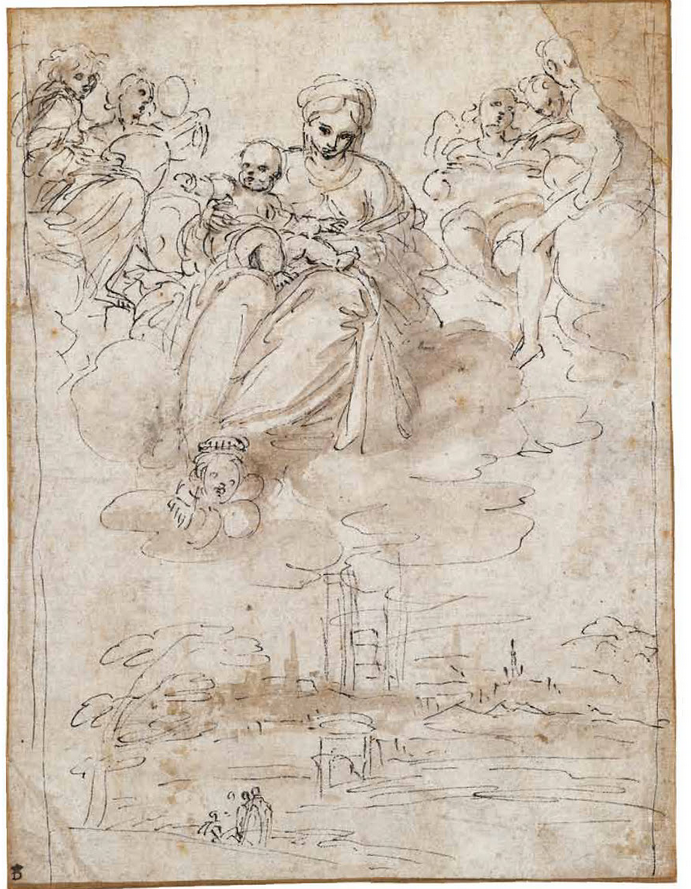
チャッツワース・ハウスの素描
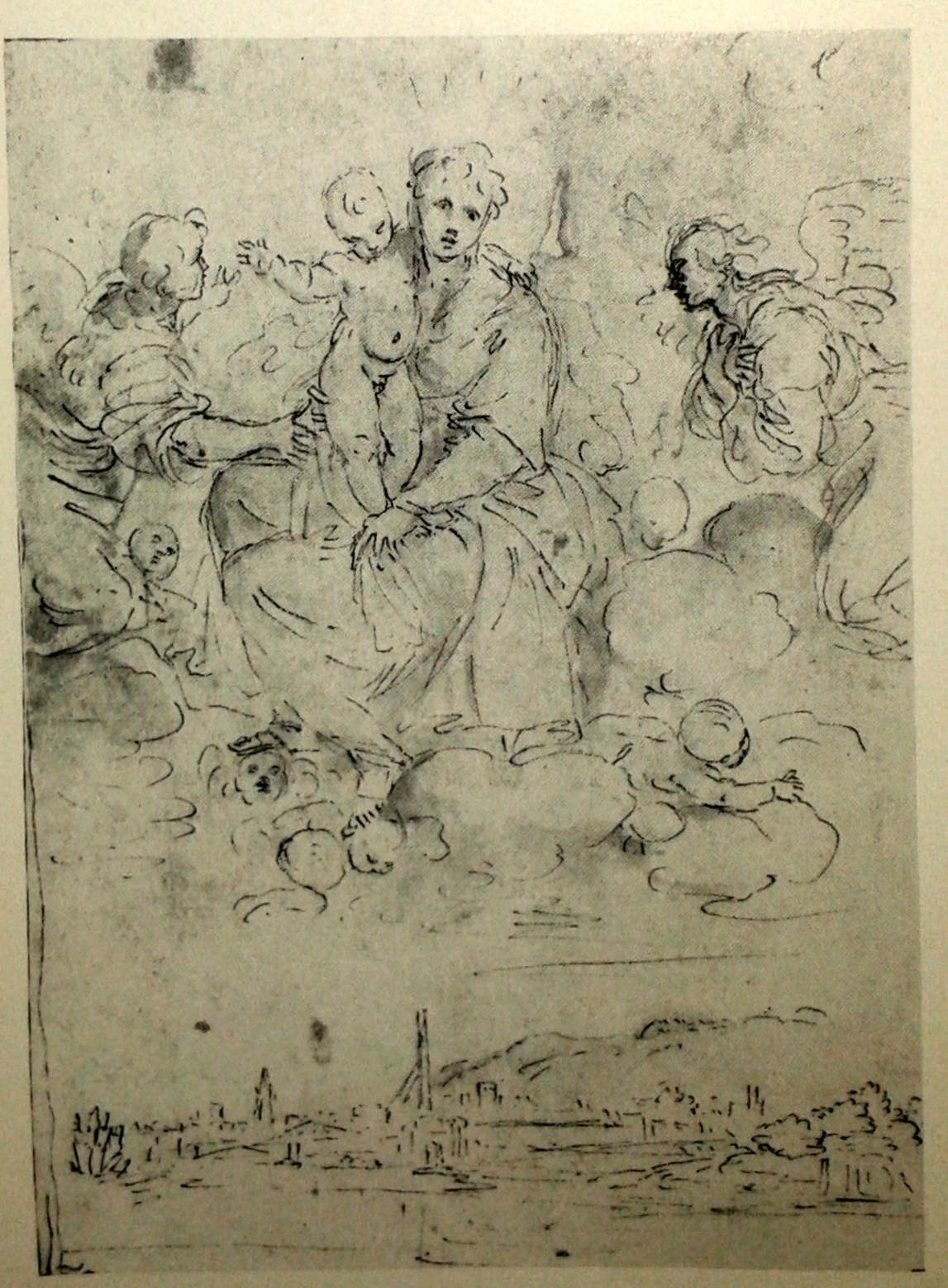
チャッツワース・ハウスの素描
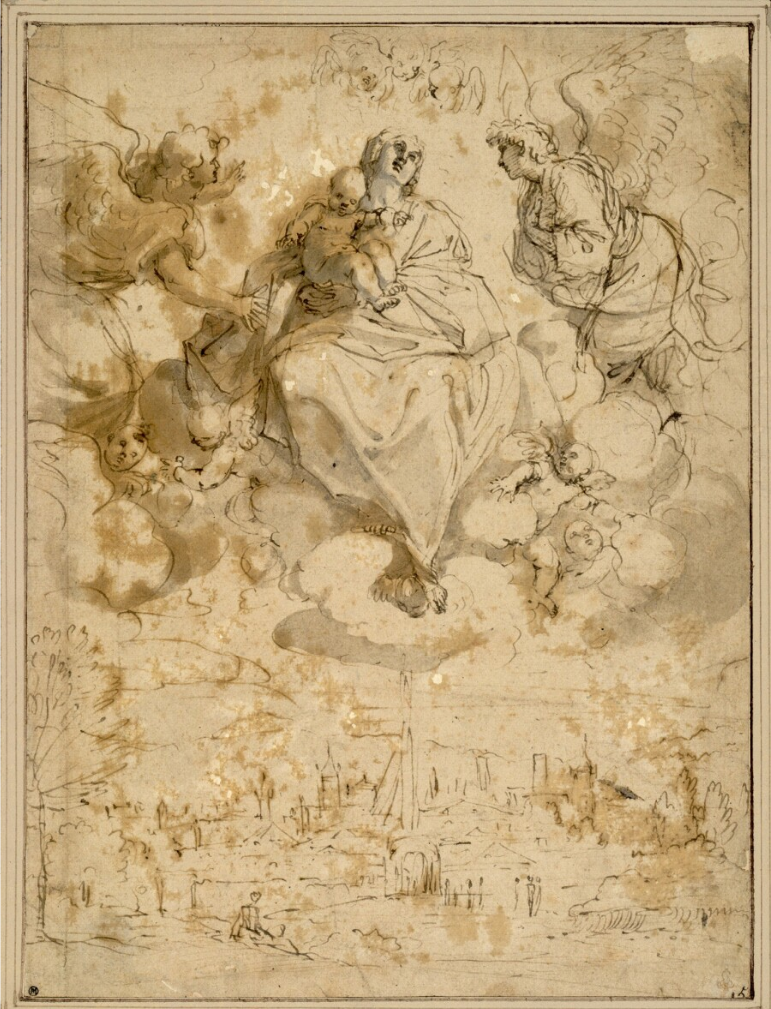
アルベルティーナの素描
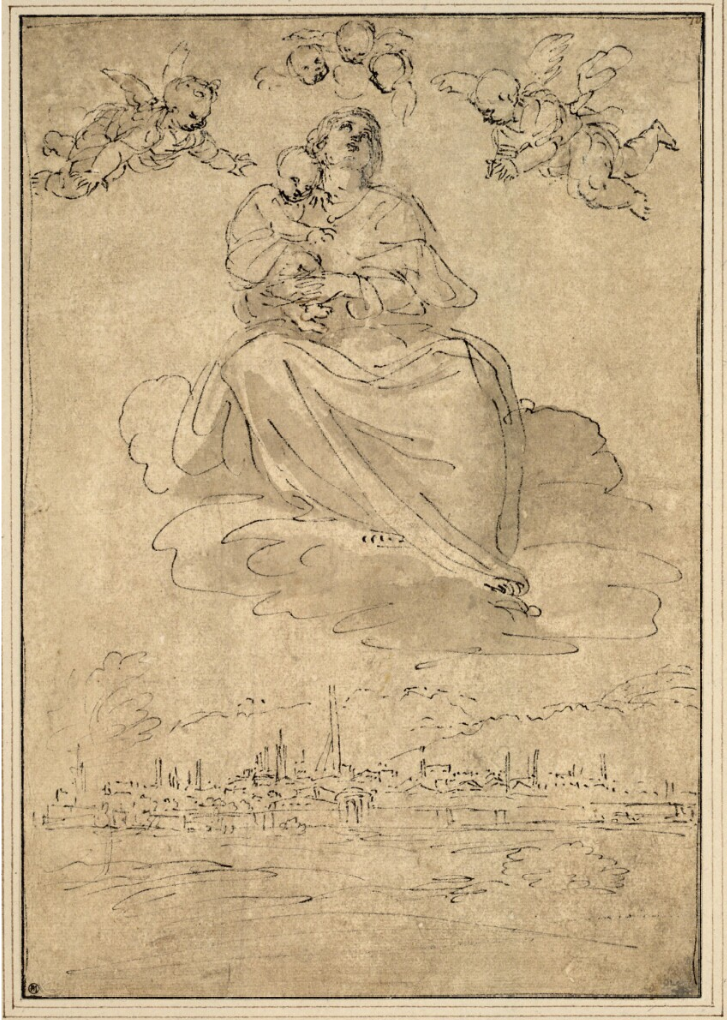
アルベルティーナの素描